# 三陽
三陽株式会社（さんよう）は、大阪府大阪市中央区に本社を置く刺繍、縫製などファッション関連商品の製造を行う企業である。服に関するデザイン企画、刺繍機械の販売、修理まで行っている。また、2006年3月より独自ブランドFresco&Sereno（フレスコ&セレーノ）を展開し、ネット販売を開始している。

## 沿革
- 1974年1月  個人創業
- 1978年1月  今治市東村に三陽商会設立
- 1993年2月  大連三陽電脳刺繍有限公司を中国大連市に合弁で設立
- 1993年4月  上海三陽刺繍服飾有限公司を中国上海市に独資で設立
- 1995年10月 株式会社三陽商会より三陽株式会社に社名を変更
- 1997年10月 大連三陽刺繍服飾有限公司を大連市に独資で設立
- 2006年3月  独自ブランドFRESCO&SERENOを展開
- 2009年7月  上海発想国際貿易有限公司を上海三陽刺繍の独資で設立

## ブランド
- Fresco&Sereno（フレスコ&セレーノ）